# Bogusław Wolniak

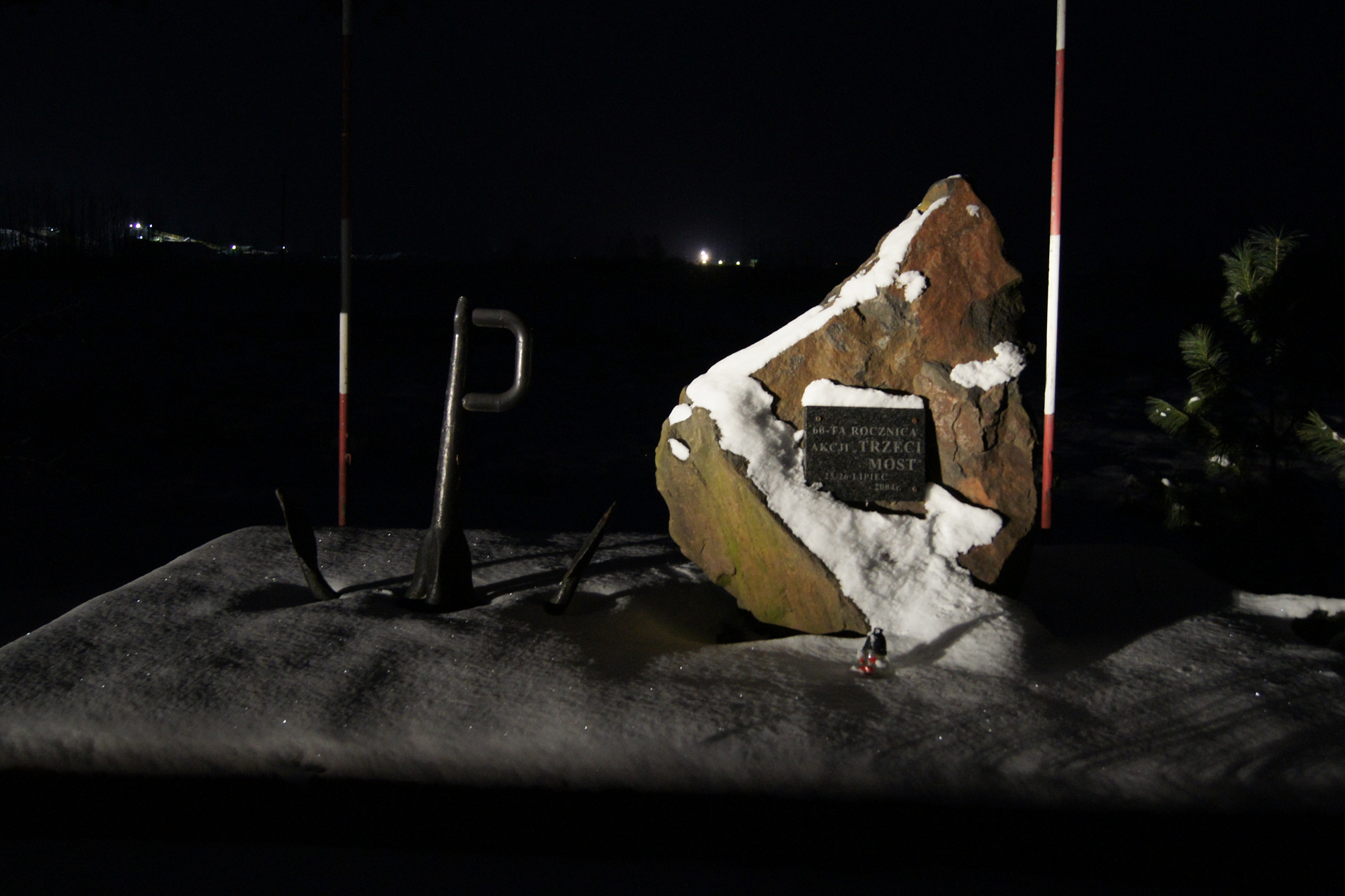
Pomnik upamiętniający operację Most III we wsi Zabawa

Bogusław Ryszard Wolniak vel Bolesław Wnuk ps. Mięta, Powoli (ur. 9 marca 1907 w Warszawie, zm. 31 marca 1986 w Gliwicach) – major łączności Wojska Polskiego, dowódca kompanii szkolnej oraz instruktor ośrodka wyszkolenia Cichociemnych łącznościowców, dowódca ośrodka radiowego w ośrodku wyszkolenia cichociemnych (Baza nr 10) w Ostuni (Włochy), uczestnik powstania warszawskiego, cichociemny. Znajomość języków: angielski.

## Życiorys
Po 6 latach nauki (1916–1922) w państwowym gimnazjum w Zawierciu przeniósł się do Korpusu Kadetów Nr 2 w Modlinie, gdzie w roku 1926 zdał egzamin dojrzałości. Od czerwca 1926 roku był słuchaczem Szkoły Podchorążych Saperów (Inżynierii), po jej ukończeniu w 1929 roku został awansowany na stopień podporucznika ze starszeństwem od 15 sierpnia 1929 roku. Od 1 października 1929 roku był przydzielony do Pułku Radiotelegraficznego, m.in. jako dowódca 1 kompanii 2 batalionu. Awansowany na stopień porucznika 1 stycznia 1932 roku, na stopień kapitana 19 marca 1937 roku. 
Od czerwca 1937 roku dowódca stacji namiarowo-podsłuchowej nr 3 w Krakowie podlegającej Oddziałowi II Sztabu Generalnego Wojska Polskiego. Od września 1938 roku przydzielony do Oddziału II (wywiad) Grupy Operacyjnej „Zaolzie” gen. dyw. Władysława Bortnowskiego. Od listopada 1938 roku ponownie dowódca stacji namiarowo – podsłuchowej nr 3 w Krakowie. Od grudnia 1938 roku dowódcą kompanii 1 Batalionu Telegraficznym w Zegrzu, od marca 1939 adiutant Pułku Radiotelegraficznego w Warszawie i dowódca szkoły podoficerskiej. Od 24 sierpnia 1939 roku był dowódcą stacji radiotelegraficznej nr 5 w Starogardzie Gdańskim.
W kampanii wrześniowej 1939 obsługiwał stację na szlaku Starogard Gdański – Aleksandrów Kujawski – Warszawa – Siedlce – Brześć – Małoryta – Kowel – Łuck – Krzemieniec – Tarnopol – Horodenka – Kołomyja – Kosów. 19 września przekroczył granicę polsko-rumuńską, do 30 listopada został internowany w Tulca, następnie w Casimcea (Rumunia). 
Przez Ateny (Grecja) statkiem „Warszawa” 28 stycznia dotarł do Marsylii (Francja), początkowo w obozie w Carpiagne. Od 1 marca do 1 maja 1940 roku uczestniczył w kursie łączności w Centrum Wyszkolenia Łączności w Wersalu, następnie służył na stanowisku zastępcy dowódcy łączności dywizyjnej 4 Dywizji Piechoty w Parthenay. Po upadku Francji ewakuowany 21 czerwca z St. Jean de Luz, 24 czerwca 1940 roku dotarł do Plymouth (Wielka Brytania), wstąpił do Polskich Sił Zbrojnych pod dowództwem brytyjskim. Służył jako zastępca dowódcy łączności 1 Brygady Strzelców, w Crawford.
Wraz z ppłk. łączn. Wiktorem Bernackim w latach 1941–1942 był współorganizatorem, zastępcą komendanta oraz dowódcą kompanii szkolnej, instruktorem szkolenia w ośrodku wyszkoleniowym szkolącym kandydatów na cichociemnych ze specjalnością w łączności, zlokalizowanym w rybackiej wiosce Anstruther nad zatoką Firth of Forth (hrabstwo Fife, Szkocja, Wielka Brytania), przy 1 Samodzielnej Brygadzie Spadochronowej. Od 14 kwietnia 1942 roku służył w sztabie I Korpusu Polskiego, następnie w centrum radiowym Sztabu Naczelnego Wodza.
Zgłosił się do służby w kraju. Przeszkolony ze specjalnością w dywersji i łączności radiowej na kursach specjalnych dla kandydatów na cichociemnych, m.in. na kursie łączności (Centrum Wyszkolenia Łączności, Wersal), unitarnym dla oficerów starszych (Linlathen), dywersyjno-strzeleckim (STS 25, Garramour), podstaw wywiadu (STS 31, Bealieu), spadochronowym (STS 51, Ringway), odprawowym (Ośrodek Wyszkolenia nr 10, Ostuni). Został zaprzysiężony na rotę ZWZ/AK 22 kwietnia 1942 roku w Londynie. Od 11 lipca 1942 roku był instruktorem Ośrodka Wyszkoleniowego Sekcji Dyspozycyjnej Oddziału Specjalnego Sztabu Naczelnego Wodza w Polmont. Od listopada 1943 do lipca 1944 roku dowódca ośrodka radiowego Bazy nr 10 w Ostuni (Włochy). Awansowany na stopień majora, ze starszeństwem od 1 marca 1944 roku.
Przerzucony do Polski w nocy 25/26 lipca 1944 roku w sezonie operacyjnym „Riposta”, w operacji lotniczej „Wildhorn III” (Most III), samolotem Dakota KG-477 „V” (267 Dywizjon RAF), który lądował na polowym lądowisku „Motyl” w pobliżu wsi Wał-Ruda i Jadowniki Mokre, ok. 18 km. od Tarnowa. Razem z nim zostali przerzuceni: kpt. dypl. Kazimierz Bilski ps. Rum, por. Zdzisław Jeziorański ps. Zych, ppor. Leszek Starzyński ps. Malewa. Z Polski samolotem odlecieli: Tomasz Arciszewski ps. Stanisław, Józef Retinger, por. Jerzy Chmielewski ps. Rafał, por. Tadeusz Chciuk ps. Celt, ppor. Czesław Miciński. Głównym celem operacji było przerzucenie na Zachód z okupowanej Polski zdobytych przez wywiad AK informacji oraz części rakiety V2 (A-4).
Po aklimatyzacji do realiów okupacyjnych przydzielony do Oddziału V Łączności Komendy Głównej AK. W powstaniu warszawskim był w II rzucie Komendy Głównej, w Dowództwie Wojsk Łączności w Śródmieściu. Po kapitulacji powstania dostał się do niewoli niemieckiej, m.in. w Oflagu VII A Woldenberg, 30 stycznia 1945 roku uwolniony przez wojska radzieckie. 
Wrócił do Polski i kontynuował działalność konspiracyjną. Od lutego do czerwca 1945 roku był szefem łączności technicznej Komendy Głównej Delegatury Sił Zbrojnych na Kraj w Warszawie. 23 czerwca 1945 roku został aresztowany przez UB, zwolniony 6 października tego roku na mocy amnestii.
Podjął pracę jako radiotelegrafista w ambasadzie brytyjskiej, a od stycznia 1947 roku pracował w redakcji tygodnika „Głos Anglii” w Krakowie. Od maja 1949 roku pracował jako technik budowlany i kosztorysowy w Przedsiębiorstwie Budownictwa Przemysłowego w Bielsku. Od marca 1950 roku pracował jako specjalista kosztorysowy w Przedsiębiorstwie Państwowym Chłodnie Kominowe w Gliwicach. W 1972 roku przeszedł na emeryturę.
Zmarł 31 marca 1986 roku w Gliwicach, został pochowany na Cmentarzu Lipowym – sektor F7, rząd 3, grób 13.

## Awanse
- podporucznik – ze starszeństwem z dniem 15 sierpnia 1929 roku
- porucznik – 1 stycznia 1932 roku
- kapitan – 19 marca 1937 roku
- major – ze starszeństwem z dniem 1 marca 1944 roku.

## Odznaczenia
- Krzyż Walecznych – czterokrotnie.
- zwykły Znak Spadochronowy nr 0090, bojowy Znak Spadochronowy nr 2087[5][2].

## Życie rodzinne
Był synem Wawrzyńca, elektrotechnika, i Aleksandry z domu Radziszewskiej. Był dwukrotnie żonaty: w 1932 roku ożenił się z Janiną Kiecolt, z którą nie miał dzieci. W 1948 roku ożenił się z Krystyną Prewysz-Kwinto (ur. w 1922 roku), z którą miał troje dzieci: Krzysztofa (ur. w 1948 roku), Barbarę (ur. w 1950 roku) i Joannę (ur. w 1951 roku).